# ديفيد ماركوس
ديفيد ماركوس (بالإنجليزية: David Markus)‏ هو محامي أمريكي، ولد في 1973.